# Haupttreuhandstelle Ost
O Haupttreuhandstelle Ost (HTO; Gabinete de Administração Principal para o Leste), foi uma instituição de Estado do regime nazi, criada por Hermann Göring, responsável por acabar com os negócios polacos e judaicos na Polónia ocupada ou vendê-los aos colonos alemães do leste por um preço simbólico durante a Segunda Guerra Mundial. Era composto por vários funcionários dos Deutsche e Dresdner Banks.